# 災害ユートピア
災害ユートピア（さいがいユートピア、英語: disaster utopia）は、大規模災害の後に一時的な現象として発生する理想郷的コミュニティを指す呼称。アメリカ合衆国の著作家レベッカ・ソルニットが提唱したとも言われる概念だが、1995年の阪神・淡路大震災の発生後から間もない時期に、日本の精神科医で当時京都造形芸術大学の教授だった野田正彰が既に「震災ユートピア」などと表現している。両者とも、大災害の発生で多数の犠牲者が出て、一部地域に集中した悲劇を目の当たりにした社会では、苦しみを分かち合う人々の善意が呼び覚まされて一種の精神的高揚となって理想郷が出現する、とする。
ソルニットによると、大規模な災害が発生すると、被災者や関係者の連帯感、気分の高揚、社会貢献に対する意識などが高まり、一時的に高いモラルを有する理想的といえるコミュニティが生まれるが、それは災害発生直後の短期間だけ持続し、徐々に復興の度合いの個人差や共通意識の薄れによって解体されていく。
ソルニットは1989年に自身が遭遇したカリフォルニア州のロマ・プリータ地震の経験をもとに、1906年のサンフランシスコ地震から2005年に起きたニューオリンズのハリケーン・カトリーナによる被害までを取材・研究し、「地震、爆撃、大嵐など大惨事の直後には緊迫した状況の中で誰もが利他的になり、自身や身内のみならず隣人や見も知らぬ人々に対してさえ、まず思いやりを示す」とし、災害時に形作られる即席のコミュニティは「地獄の中で」他人とつながりたいという強い欲求の結果であると結論づけた。

## コミュニティの心理的回復プロセス
災害ユートピアはいつまでも続かない。大きく分けて次の4つのプロセスがあるとされる。
1. 英雄期・・・災害当初、自分と家族、近隣の人々、財産を守るために危険を顧みず、勇敢な行動を取るようになる。（災害直後）
2. ハネムーン期・・・劇的な体験を生き延びた人々が体験を共有することで連帯のムードに包まれる。援助への希望を持つ。（1週間〜6カ月）
3. 幻滅期・・・避難生活の疲れ、援助の遅延、行政の失策などからやり場のない怒り、不満が噴出。住民同士のトラブルなどが目立ち始める。飲酒も問題になる。（2カ月〜1、2年）
4. 再建期・・・被災地に「日常」が戻り始め、生活の建て直しが進んでいく一方で、復興から取り残された人々や、精神的な支えを失った人々はストレスの多い日々が続く。（数年間）

それぞれの段階によって状況・課題は異なりそれを念頭に置いた対策が必要である。

### 天災型ユートピア関連
- 阪神・淡路大震災#復興
- 東日本大震災#復興

### 人災型ユートピア関連
- アメリカ同時多発テロ事件#アメリカ市民の様々な反応
- 法三章
- 民衆十字軍、少年十字軍
- 太平道、太平天国の乱#地上の天国、その理想と実情、島原の乱
- アメリカ合衆国の哲学、アメリカ合衆国への移民
- 陸軍幼年学校 (日本)#選抜 - 特待生となる資格を持つ「戦死した、または公務による負傷・疾病で死亡した、陸海軍の軍人、または文官の遺児」は、一定の成績であれば順位に関わらずに合格とされた。
- 東亜協同体論、アジア・モンロー主義、アジア主義
- 八路軍#評価、三大紀律八項注意
- ナロードニキ
- 国際旅団
- パリ・コミューン
- シオニズム、イスラエル#ユダヤ民族基金と青い募金箱
- ナチスのプロパガンダ